# Gare de Dayet El Kerch
La gare de Dayet El Kerch, ou gare de Dayet-el-Kerch, ou gare de Daïet-el-Kerch, est une ancienne halte ferroviaire algérienne située dans la commune de Djeniene Bourezg, dans la wilaya de Naâma.

## Situation ferroviaire
Établie à une altitude de 1 041,130 m, la gare est située au point kilométrique (PK) 469,723 de la ligne de Oued Tlelat à Béchar, où elle est précédée de l'ancienne gare des Oglats  et suivie de la gare de Djeniene Bourezg.

## Histoire
La gare est mise en service en 1901 lors de l'ouverture de la section de Aïn Sefra à Duveyrier de l'ancienne ligne à voie étroite d'Oran à Kenadsa via Saïda. Précédée de l'ancienne gare des Oglats et suivie de la gare de Djeniene Bourezg, elle était située au PK 567,800 de cette ligne,,.
Cette gare fait partie des gares fortifiées en Algérie construites par l'armée française entre 1881 et 1906 le long de la ligne entre Saïda et Béchar.

## Service des voyageurs

### Dessertes
En 2023, cette halte n'est pas desservie par les trains de la Société nationale des transports ferroviaires.